# Montanha Wundagore
Wundagore ou Montanha Wundagore, é um lugar fictício do chamado Universo Marvel (onde os super-heróis de quadrinhos da Marvel Comics vivem suas aventuras). A montanha se localiza no país igualmente fictício chamado de Trânsia.
Temida pelos habitantes próximos devido a lendas sobre ser um lugar de práticas de magia negra, ela foi a morada de adoradores do demônio Chthon, um culto que se desenvolvera no passado remoto.
Nos anos de 1940, Herbert Wyndham, o homem que se tornaria o Alto Evolucionário, construiu um laboratório no sopé da Montanha Wundagore. Seu assistente nessa época era o Dr. Horace Grayson (o pai do super-herói Marvel Boy (Robert Grayson). Wyndham encontrou urânio e enriqueceu ao explorar a jazida, fazendo também com que vários vilarejos de trabalhadores surgissem em volta da montanha.
Anos depois, o jovem Philip Masters (que se tornaria o vilão Mestre dos Bonecos) retirou argila radioativa da montanha e construiu marionetes místicas com as quais atacou o Quarteto Fantástico.
No laboratório, Herbert Wyndham se aprofundava cada vez mais no estudo do código genética e da evolução dos sêres vivos. Em certa ocasião, recebeu para uma estadia um aluno seu chamado Jonathan Drew, que veio acompanhado da esposa Miriam e da filha Jessica (a futura Mulher-Aranha). O Lobisomem, Gregor Russoff, alucinado pelas forças místicas do lugar, atacou e matou a esposa de Drew. Depois Jessica, contaminada com urânio, foi colocada em animação suspensa, o que fez com que seu pai abandonasse Wundagore.
Outro auxiliar de Wyndham foi o futuro vilão Chacal, conhecido de Peter Parker por Professor Warren.
Tornando-se um mestre da manipulação genética evolutiva, o Alto Evolucionário criou novas espécies de animais superevoluídos que chamou de Novos Homens. Com seus experimentos e máquinas ele submetia uma grande variedade de animais de porte tais como leões, lobos, tigres e vacas ao seu processo de evolução acelerada, transformando-os em seres humanóides semelhantes ao Homem (o conceito então era de que esta espécie seria o último degrau da evolução dos seres vivos). O próprio Wyndham se submeteu a sua invenção e evoluiu até o estágio de um semideus.
Para aqueles animais que conseguira maior êxito, ele os elevou a elite dos Novos Homens e os fez seguir o Código de Honra da Cavalaria. O Alto Evolucionário chamava essas criações de "Cavaleiros de Wundagore". O primeiro super-herói conhecido pelos Cavaleiros foi Thor, o deus do trovão (aventura iniciada em The Mighty Thor vol. 1 #134, novembro de  1966). Nesta história, Thor enfrenta o maior fracasso do cientista: a criatura chamada de Homem-Fera (Man Beast, no original), evoluída a partir de um lobo e que corrompera os Novos Homens, espalhando a revolta e o mal em Wundagore.
Temendo perder o controle de sua criação, o Alto Evolucionário então deixou Wundagore e a Terra, encerrando seus sêres em uma espaçonave até voltar a novos experimentos que o levaram a criar um novo planeta para seus Novos Homens: a Contra-Terra.
Ao sair da Terra, o Alto Evolucionário deixou Jessica Drew acompanhada da vaca evoluída Bova. Jessica acabou descoberta e capturada pela Hidra.
Bova e Wundagore tiveram também participação nas origens dos mutantes Feiticeira Escarlate e Mercúrio. Foi na montanha misteriosa que eles nasceram, o que fez com que as forças em torno da Wundagore influenciassem para o mal a futura Feiticeira Escarlate. Mantidas em animação suspensa, as crianças depois foram embora com um cigano chamado Django Maximoff. Adultos, Wanda, a Feiticeira Escarlante, junto com seu irmão e os Vingadores, enfrentou em Wundagore o demônio Chton.
Anos depois, o Alto Evolucionário retornou à Wundagore e criou outros Novos Homens. O mutante Mercúrio morou ali nessa época e ajudou-os contra ataque dos Acólitos de Exodus e da vingança do Homem-Fera.